# Operacja Vittles

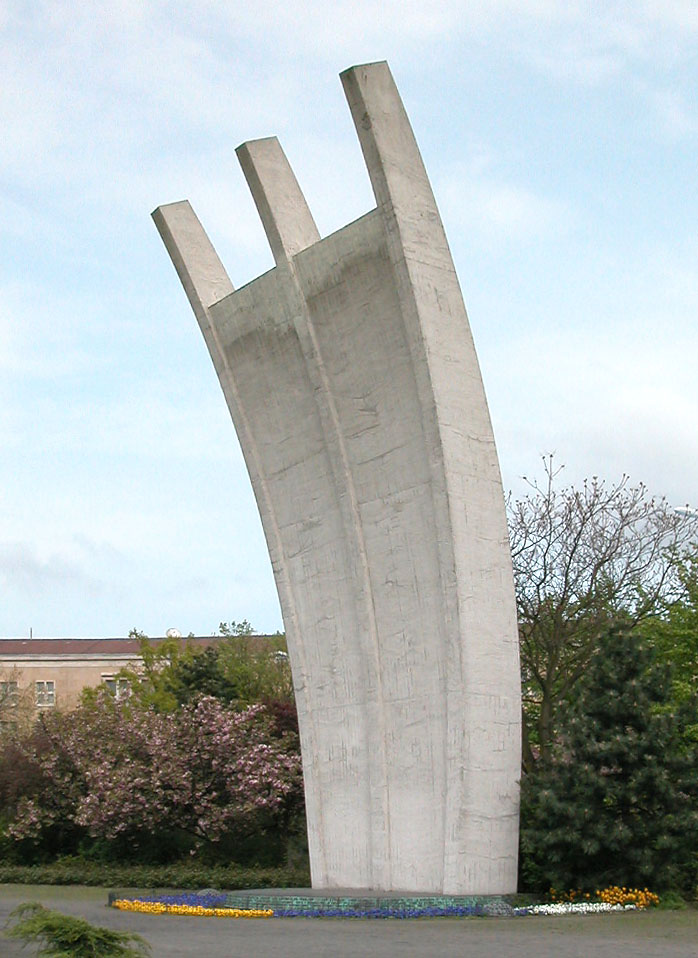
Pomnik poświęcony pamięci lotników, którzy zginęli w czasie blokady Berlina

Berlińczycy patrzący na lądujący na Tempelhof samolot C-54

Operacja Vittles – amerykański most powietrzny działający w czasie blokady Berlina od 26 czerwca 1948 do 30 września 1949; trwający w tym samym czasie brytyjski most powietrzny nosił nazwę operacja Plainfare. W ramach operacji Vittles wykonano 189 963 lotów, transportując przy tym 1 783 573 ton zaopatrzenia. W operacji wzięło udział około 75 tysięcy osób cywilnych i żołnierzy, w wypadkach zginęło 31 lotników amerykańskich, a koszt amerykańskiej operacji wyniósł ponad 137 milionów dolarów (ok. 1,49 mld USD w roku 2015).

## Tło historyczne
Przyczyną blokady Berlina Zachodniego były m.in. obawy Związku Radzieckiego, że straci on kontrolę gospodarczą nad swoją częścią Niemiec. Blokada rozpoczęła się w nocy z 23 na 24 czerwca, kiedy to okupacyjne władze strefy radzieckiej zarządziły blokadę zachodnich sektorów Berlina oraz odcięły dostawy energii elektrycznej. Lądowe szlaki komunikacyjne wiodące przez radziecką strefę okupacyjną (amerykańskie, brytyjskie i francuskie sektory Berlina stanowiły enklawę na terytorium kontrolowanym przez ZSRR) zostały zablokowane, wobec czego USA i Wielka Brytania rozpoczęły tworzenie mostu powietrznego.
Blokada Berlina przyspieszyła proces podziału Niemiec na dwa kraje – Republiki Federalnej Niemiec i Niemieckiej Republiki Demokratycznej oraz utrwalenie prowizorycznego statusu enklawy Berlina Zachodniego.

## Operacja Little Lift
Pierwsza prowokacja ze strony ZSRR nastąpiła 31 marca 1948, gdy trzy amerykańskie transporty kolejowe zostały zatrzymane przez żołnierzy radzieckich. Gubernator wojskowy Berlina generał Lucius Clay rozkazał wstrzymać transport personelu wojskowego drogą kolejową i zmobilizował wszystkie dostępne samoloty transportowe C-47. Operacja Little Lift rozpoczęła się tuż przed północą 2 kwietnia, C-47 należące do 60 i 61 Grupy Transportowej (Troop Carrier Group) przewiozły do Berlina 300 ton zaopatrzenia wojskowego. Wszyscy piloci biorący udział w tej operacji byli ochotnikami. Przed przelotem głównej grupy samolotów wysłano kilka pustych C-47, aby sprawdzić intencje Rosjan, ta część operacji została nieoficjalnie nazwana Clay Pigeons (dosłownie „gliniane gołębie”, chodziło o gliniane cele w strzelaniu do rzutków). Operacja Little Lift trwała ok. 10 dni.

## Operacja Vittles

### Początki operacji
Według szacunkowych informacji w momencie wprowadzenia blokady Berlin Zachodni potrzebował prawie 1900 ton samej żywności dziennie, aby uchronić mieszkańców przed głodem, dodatkowo potrzebny był węgiel dla elektrowni oraz paliwa płynne. Tego typu operacja wymagała niespotykanej mobilizacji lotnictwa, wcześniej ostatnią tego typu udaną operacją było dostarczenie żywności dla głodującej ludności Holandii w 1945 (operacja „Manna”). Przebywający w Europie w momencie wprowadzenia blokady generał Albert Wedemeyer zasugerował, że most powietrzny do Berlina jest możliwy, ale tylko pod warunkiem, że jego koordynatorem zostanie William H. Tunner, który w czasie II wojny światowej zorganizował podobną operację, The Hump, w trakcie której w latach 1942–1945 przerzucono do Chin przez Himalaje 685 304 ton zaopatrzenia.
W momencie wprowadzenia blokady United States Air Force w Europie posiadało tylko 100 samolotów Douglas C-47, które mogły korzystać z trzech lotnisk – Gatow (w brytyjskim sektorze Berlina), Tempelhof (w sektorze amerykańskim) i Tegel w sektorze francuskim). Francuzi nie brali aktywnego udziału w mostach powietrznych, ale udostępnili swoje lotnisko do użytku USAF.

### Pierwsze loty
Pierwszym dowódcą operacji został mianowany przez Curtisa LeMaya generał Joseph Smith. Dostępne C-47 nie były w stanie przetransportować wystarczającej ilości ładunku, Clay i LeMay zażądali od Pentagonu wszystkich dostępnych Douglas C-54 Skymaster. Pierwsze Skymastery dotarły do Niemiec 28 czerwca, a do końca następnego tygodnia do Europy przybyło następnych 500 samolotów. Do operacji dołączyła się także US Navy, przysyłając dwa dywizjony samolotów R5D (odmiany C-54). Most powietrzny początkowo znany był nieoficjalnie jako „LeMay Coal and Feed Delivery”, później otrzymał oficjalną nazwę Operation Vittles (samo słowo vittles oznacza tyle co „wikt”).
W przemówieniu z 28 czerwca prezydent Harry Truman podkreślił, że alianci nie opuszczą Berlina Zachodniego i nie porzucą jego mieszkańców. Do Europy przybywały dodatkowe C-54 – 1 lipca stanowiły one większość samolotów biorących w operacji, latając do miasta 24 godziny na dobę. Transportowce lądowały w Berlinie co trzy minuty noc i dzień.

### Czarny piątek
W piątek 13 sierpnia Tunner, który objął dowództwo 28 lipca, udał się do Berlina w celu odznaczenia jednego z pilotów. Z powodu panującej w tym dniu mgły rozbiło się kilka samolotów i w powietrzu utworzył się „korek” kilkudziesięciu samolotów czekających na pozwolenia na lądowanie. W celu uniknięcia tego typu wypadków w przyszłości Tunner wprowadził dwie zasady ruchu: wszyscy piloci – nawet w idealnych warunkach pogodowych i w ciągu dnia – muszą latać według przyrządów oraz każdy pilot mógł podejść do lądowania tylko raz – w przypadku nieudanego lądowania należało zawrócić z pełnym ładunkiem do bazy. Wkrótce dodał do tego jeszcze jedną zasadę: po wylądowaniu załoga nie mogła opuszczać samolotu w trakcie jego rozładowywania. Przy tak dopracowanym harmonogramie lotów, połączonym z dobrze zorganizowaną pracą rozładunkową na ziemi, samoloty spędzały najwyżej 25 minut na lotnisku w Berlinie Zachodnim. Po wprowadzeniu zasad Tunnera samoloty zaczęły lądować co dwie minuty

### Tegel
Początkowo używano tylko dwóch lotnisk – Tempelhof i Gatow, ale wkrótce okazało się, że potrzebne jest jeszcze jedno. Francuzi udostępnili leżące w ich strefie Tegel, ale zanim mogło ono przyjąć duże transportowce, musiano je rozbudować. W Berlinie Zachodnim nie było odpowiednich do tego ciężkich maszyn do robót ziemnych, a USAF nie posiadało odpowiednio dużych samolotów do ich transportu. Ostatecznie kilka potrzebnych maszyn pocięto na mniejsze kawałki, przetransportowano do Berlina na pokładach pięciu samolotów Fairchild C-82 Packet i zespawano razem na miejscu. Prace w Tegel rozpoczęto 5 sierpnia 1948, a pierwszy C-54 wylądował tam trzy miesiące później
Jednym z problemów stojących przed amerykańskimi załogami lądującymi na Tegel były dwa ponad 60-metrowe maszty radiowe stojące na początku drogi startowej. Wieże były własnością Rosjan, którzy odmówili ich demontażu czy przesunięcia. 16 grudnia 1948 na rozkaz dowodzącego francuską strefą generała Jeana Ganevala zostały one wysadzone. Kiedy przeciwko tej akcji gwałtownie zaprotestował jeden z radzieckich generałów, pytając Ganevala, jak mógł to zrobić, ten udzielił odpowiedzi, która przeszła do historii: „Très simple. Avec de la dynamite!” („Bardzo prosto – przy pomocy dynamitu”).

### Korytarze powietrzne

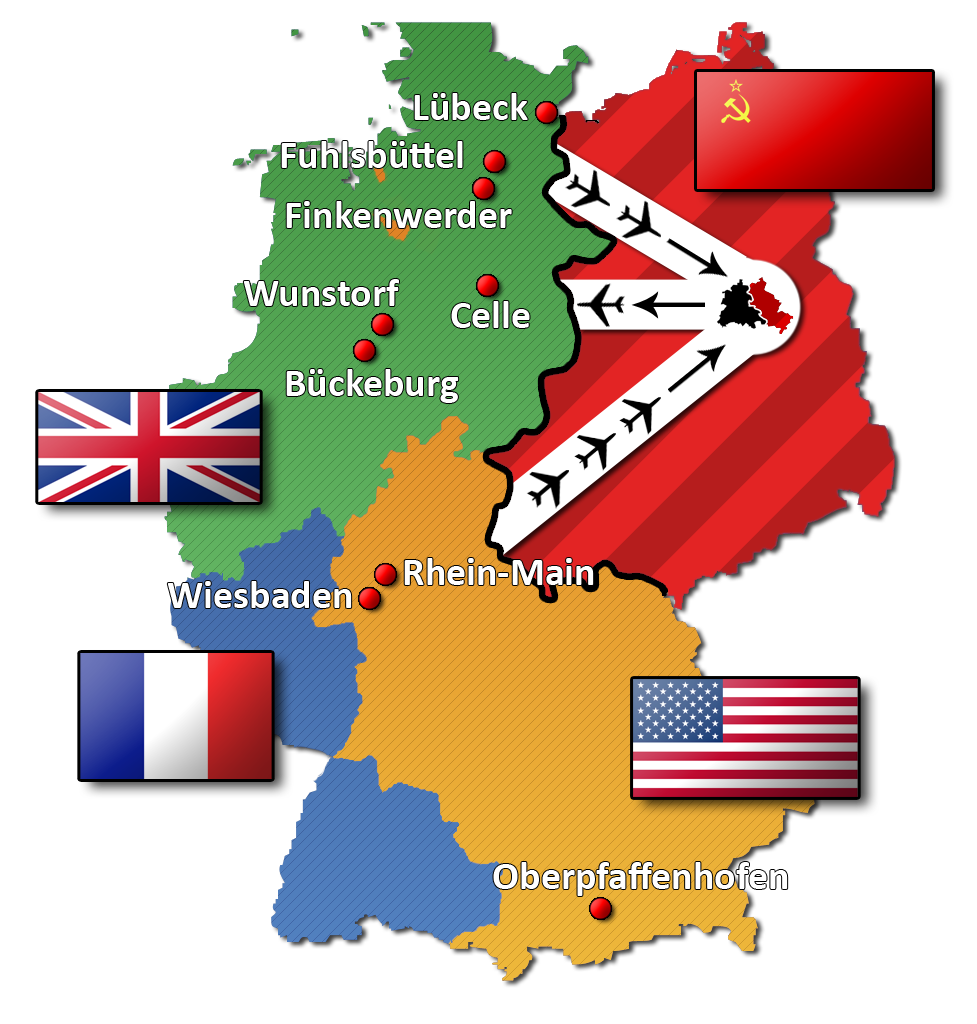
Schemat korytarzy powietrznych prowadzących do Berlina Zachodniego

Do Berlina Zachodniego prowadziły trzy korytarze powietrzne, każdy o szerokości 20 mil (32 km). Północny używany był w obu kierunkach przez samoloty brytyjskie. W dwóch pozostałych latały samoloty amerykańskie – w południowym na wschód, do Berlina, w środkowym na zachód, z Berlina. Amerykańscy piloci spotykali się z różnymi próbami przeszkadzania im ze strony wojsk radzieckich. Radzieckie samoloty myśliwskie przelatywały w pobliżu amerykańskich w niebezpiecznie małej odległości, często także strzelając tuż obok nich, także rosyjska artyleria przeciwlotnicza strzelała w bezpośredniej bliskości amerykańskich samolotów, były one też często oświetlane silnymi reflektorami. Łącznie zanotowano 733 przypadki tego typu.

### Wielkanocna Parada
W miarę wzrostu doświadczenia lotników, obsługi naziemnej i doskonalenia się wszystkich procedur coraz bardziej wzrastała wydajność mostu powietrznego. W kwietniu 1949 w każdym dniu przewożono przeciętnie 6729 ton zaopatrzenia, co nie tylko zaspakajało wszystkie bieżące potrzeby, ale pozwalało na robienie zapasów. Na rozkaz generała Tunnera przygotowano operację Easter Parade (dosłownie – „Wielkanocna parada”) – w ciągu jednego dnia zaplanowano przerzucenie do oblężonego miasta 10 000 ton zaopatrzenia. W tajemnicy przygotowano specjalnie zmienione harmonogramy i duży zapas węgla (w tym dniu w celu ułatwienia rozładunku przewożono tylko węgiel). W ciągu 24 godzin, od południa 15 kwietnia do południa 16 kwietnia (Wielka Sobota), wykonano 1383 loty, dostarczając przy tym 12 941 ton węgla. Poza propagandowym sukcesem operacja Easter Parade miała jeszcze dodatkowy wymiar – w wyniku zdobytych przy niej doświadczeń średnia dzienna przepustowość mostu powietrznego wzrosła do 8893 ton zaopatrzenia.

### Operacja Little Vittles

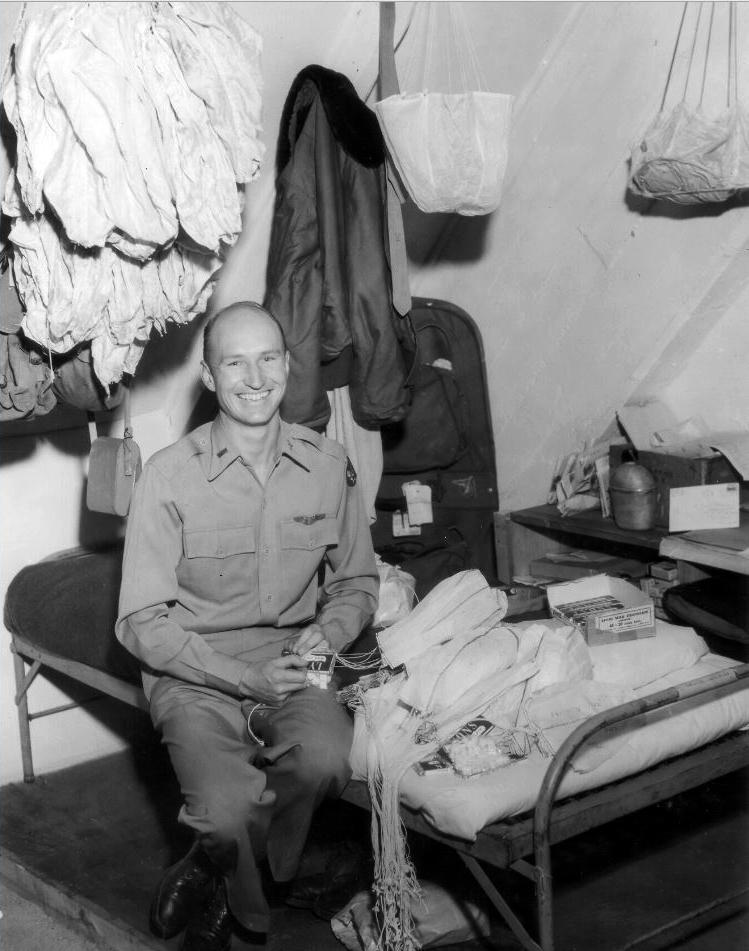
Porucznik Gail Halvorsen

Jedną z najbardziej znanych i rozpoznawanych postaci operacji stał się porucznik Gail S. Halvorsen. Z własnej inicjatywy, w czasie podchodzenia do lądowania, rozpoczął on wyrzucać z okien kokpitu różnego rodzaju słodycze na małych spadochronach. Po tym, jak opisano to w zachodnioberlińskich gazetach, zaczęli robić to także inni piloci, a wkrótce akcja została oficjalnie przejęta przez dowództwo mostu powietrznego jako operacja Little Vittles. Z całych Stanów Zjednoczonych nadsyłano łakocie i domowej roboty spadochrony do ich zrzucania, w trakcie trwania operacji zrzucono 23 tony słodyczy.